# William R. Klesse
William R. Klesse (* 1946 in Morristown, New Jersey) ist ein US-amerikanischer Manager.

## Leben
Klesse studierte an der University of Dayton und an der West Texas A&M University (gehört zum Texas A&M University System). Klesse leitet seit 2005 als CEO und seit 2008 als Präsident das US-amerikanische Unternehmen Valero Energy.